# Larz Lundgren
För andra personer med liknande namn, se Lars Lundgren.
Larz Göran Lundgren, född 4 januari 1944 i Halmstad, död 31 oktober 2022 i Malmö, var en svensk författare och reklamman. Han skrev bland annat Roxettes officiella biografi The Book tillsammans med journalisten Jan-Owe Wikström.
Larz Lundgren blev känd lokalt i Malmö som krönikör/journalist med pseudonymen Rune Häger i Nöjesguiden under 1980-talet och medverkade därefter som krönikör i bland annat Kvällsposten. Han skrev sedan 1960-talet kåserier i Hallandsposten. Under 1980-talet var han engagerad i närradiostationen Radio MCB som discjockeyn Larz Lazy. Han är begravd på Limhamns kyrkogård i Malmö.